# Wotje
Wotje es un atolón de 75 islas en el océano Pacífico. 
Forma parte de las Islas Marshall. Ocupa un área de 8 km² con una laguna de 624 km². La población del atolón en 1999 ascendía a 846. 
- Datos: Q518210
- Multimedia: Wotje Atoll / Q518210